# Ocean's Thirteen
Ocean's Thirteen u Ocean's 13 (conocida en Hispanoamérica como Ahora son 13) es una película de 2007, tercera y última parte de la trilogía Ocean's, protagonizada por George Clooney, Brad Pitt, Matt Damon, Don Cheadle, Bernie Mac, Andy García, Ellen Barkin y Al Pacino.

## Argumento
Reuben Tishkoff (Elliott Gould), en un intento por legitimarse en sus últimos años, es estafado por su socio de negocios, el despiadado empresario Willy Bank (Al Pacino). A raíz de que Bank fuerza a Tishkoff a firmar la cesión de los derechos de propiedad del nuevo hotel y casino que estaban construyendo juntos, este sufre un ataque al corazón. 
Danny Ocean (George Clooney) intenta negociar con Bank pero fracasa, por lo que reúne a sus socios y arman planes para arruinarlo en la noche de apertura de su hotel y casino, The Banks. 
Deciden hacerlo de dos maneras. En primer lugar, impidiendo que el local gane el prestigioso premio Cinco Diamantes de la Real Junta de Revisión, que Willy Bank ya ha ganado cuatro veces consecutivas con sus otros hoteles. Saul Bloom (Carl Reiner) se hace pasar por el revisor de la Junta, mientras que el verdadero (David Paymer) es tratado sin piedad durante su estancia a través de los asociados de Ocean que se hacen pasar por personal del hotel.
El segundo plan es arreglar las máquinas tragamonedas y otros juegos del casino para forzar al hotel a pagar más de 500 millones de dólares en ganancias, lo que obligará a Bank a ceder el control del hotel a su Junta de Asociados. Para hacerlo deberán vencer a El Greco, un avanzado sistema de seguridad con inteligencia artificial cuyo objetivo es vigilar que quienes ganen sumas fuertes no estén haciendo trampa. La banda planea engañar a Bank dándole un teléfono móvil con un magnetrón integrado, creado por el experto técnico Roman Nagel (Eddie Izzard), para interferir con todo el sistema de seguridad. Para asegurar que los jugadores salgan con todo su dinero en efectivo del casino, el equipo de Ocean adquiere una excavadora tuneladora gigante, la misma que había sido utilizada para perforar el túnel del canal de la Mancha, simulando un terremoto en el hotel en su noche de apertura. Mientras el grupo prepara el plan, se encuentran con problemas cuando el taladro se descompone, por lo que Ocean se ve obligado a hacer un trato con su enemigo Terry Benedict (Andy García), para que les financie un segundo taladro, lo que es posible gracias a que Benedict tiene un resentimiento contra Bank porque su nuevo hotel tapa el sol a la piscina del suyo, pero sólo accede a cambio de que roben los cuatro collares que Banks había comprado para celebrar que ganará el Premio Cinco Diamantes, que tiene en exhibición en una vitrina de seguridad en el nivel superior del hotel. 
Ocean planea que Linus Caldwell (Matt Damon) seduzca a la asistente de Banks, Abigail Sponder (Ellen Barkin), para acceder a la habitación y cambiar los diamantes por unos falsos. Entretanto, los agentes de la Oficina Federal de Investigaciones han sido alertados de que las máquinas han sido manipuladas por Livingston Dell (Eddie Jemison), y han identificado a Livingston, que puede revelar el resto de la banda de Ocean a Bank. Basher (Don Cheadle) lo distrae lo suficiente como para permitir cambiar los registros de banda del FBI. Linus es arrestado por el agente en jefe de la operación, pero se sorprende al descubrir que es su padre, Bobby (Bob Einstein), quien fue contactado por Ocean. Cuando salen a la azotea del hotel para la extracción a través de un helicóptero, se ven interceptados por François “El Zorro Nocturno” Toulour (Vincent Cassel), a quien Benedict había ordenado interceptar los diamantes. Linus entrega los diamantes a Toulour y este escapa saltando en paracaídas, pero descubre demasiado tarde que solo tiene las falsificaciones, ya que Ocean había sido consciente de su presencia. El sistema Greco es interrumpido sin más contratiempos y ante un auténtico terremoto artificial, los huéspedes corren fuera del hotel cargando sus ganancias en efectivo. Cuando Bank se da cuenta de que está en la ruina, Danny se le acerca y le menciona que hicieron todo esto por Reuben. Más tarde esa misma noche, el grupo se reúne en la mansión de Reuben y utilizan el dinero para comprarle una propiedad al norte de Las Vegas para que pueda construir su propio casino. 
Al día siguiente, Danny llega a visitar a Terry en su hotel y le menciona que por haber intentado alterar el plan del robo de los diamantes, donará toda la porción correspondiente a Benedict a la caridad, y que si no está de acuerdo, podría ir a reclamar su dinero y enviar a los niños del Campamento Esperanza de regreso al orfanato, quedando mal frente a los medios de comunicación. Al día siguiente durante una entrevista en el programa de televisión de Oprah Winfrey, Terry decide admitir públicamente su filantropía, mencionando de paso que pese a esta gran donación, al negocio de su hotel y casino le va mucho mejor que antes. Ya en el aeropuerto, Danny, Rusty y Linus observan la entrevista de Terry en televisión y deciden dispersarse por su propia cuenta, mientras Linus les menciona a Danny y a Rusty que su padre le consiguió un trabajo por Europa y se despide diciendo: «Los veré cuando los vea». Tras despedirse Danny también, Rusty se sienta en una de las máquinas tragamonedas del aeropuerto en espera de su vuelo y coloca las primeras fichas de crédito, mientras que por otro lado, al verdadero revisor del Premio 5 Diamantes, quien se encuentra completamente desesperado por irse de Las Vegas, se le informa que no hay ningún vuelo disponible hasta pasadas un par de horas, por lo que decide sentarse a jugar un rato en una máquina tragamonedas, cerca de la de Rusty, quien deja caer a propósito la última de sus fichas cerca del desesperado hombre, el cual trata de devolvérsela, pero Rusty le menciona que su vuelo está por salir, aunque antes de retirarse le sugiere que juegue en la máquina en que había estado sentado, ya que aún tenía crédito; el pobre hombre acepta la oferta. A medida que Rusty se retira, el infortunado revisor gana el súper premio acumulado de la máquina tragamonedas, valorado en 11 millones de dólares, y empieza a gritar de emoción llamando la atención de todos, mientras que Rusty le sonríe de forma amistosa en tanto se aleja de la escena.

## Personajes
- George Clooney es Daniel "Danny" Ocean.
- Brad Pitt es Robert "Rusty" Ryan
- Matt Damon es Linus Caldwell.
- Don Cheadle es Basher Tarr.
- Bernie Mac es Frank Catton.
- Casey Affleck es Virgil Malloy.
- Scott Caan es Turk Malloy.
- Qin Shaobo es Yen.
- Carl Reiner es Saul Bloom.
- Eddie Jemison es Livingston Dell.
- Elliott Gould es Reuben Tishkoff, está en cama por un accidente provocado por  Willy Bank.
- Eddie Izzard es Roman Nagel.
- Andy García es Terry Benedict.
- Al Pacino es Willy Bank, propietario del casino tras engañar a Reuben.
- Vincent Cassel es el Barón François "El Zorro Nocturno" Toulour.
- Ellen Barkin es Abigail Sponder, persona de confianza de Willy Bank.
- Noureen DeWulf es Mirage.
- Bob Einstein es Bobby Caldwell.
- Olga Sosnovska es Debbie, Recepcionista del bar.
- David Paymer es "El V.U.P".
- Julian Sands es Greco Montgomery, inventó un sistema informático de seguridad para los casinos.
- Jerry Weintraub es Denny Shields.